# Huntingville
Huntingville est un village ou hameau partagé entre les territoires des villes de Sherbrooke et Waterville en Estrie au Québec (Canada).

## Toponymie
Le lieu est nommé d'après Seth et William Hunting, fondateurs du village. Les deux frères mettent sur pied un complexe industriel qui favorise l'émergence d'une agglomération,.

## Géographie

### Situation
Huntingville est situé entre Sherbrooke et Waterville, à cheval sur la limite sud de la ville Sherbrooke et de la limite nord de la municipalité régionale de comté de Coaticook. Le hameau est situé sur le parcours de la route 147, à 3 km au sud de Lennoxville,.

### Topographie
Le hameau est implanté dans les Appalaches. Ses environs sont caractérisés par des buttons de faible hauteur et des vallons parcourus par des rivières sinueuses. Les ondulations sont ininterrompues; les bâtiments sont implantés à flanc de colline, en contrebas ou en surplomb des routes.

### Hydrographie
La rivière aux Saumons traverse la bourgade, qui lui doit son existence. Son parcours favorise l'implantation de moulins hydrauliques. À Huntingville, la rivière est encaissée entre des berges abruptes et boisées. 
La force hydraulique y est mise à profit par une centrale hydroélectrique au fil de l'eau d'une puissance de 0,7 MW, grâce à un barrage à forte contenance de type béton-gravité construit en 1946,. En 2011, Boralex annonce la mise en dormance de la centrale pour une période indéfinie à partir de 2012,,. 

### Aménagement du territoire
Un périmètre d'urbanisation a été identifié au schéma d'aménagement et de développement durable de la MRC de Coaticook et ne couvre donc que la portion située au sud de la rivière. 

## Histoire

### Époque précolombienne
L'Inventaire des sites archéologiques du Québec identifie un site archéologique autochtone de la période sylvicole à 400 m en aval du barrage.

### Implantation d'un site industriel
William Hunting, un forgeron originaire de Hubbardston (Massachusetts), s'installe en 1809 à Templeton (Massachusetts) et y construit un moulin à scie avec son frère Seth. Il revend le moulin trois ans plus tard et émigre avec sa famille au Bas-Canada, s'installant d'abord à Lennoxville. William Hunting achète ensuite une terre traversée d'un cours d'eau et d'une chute d'eau, juste au sud d'Upper Forks. Il y construit un moulin qui ne connaît pas de succès. Il est rejoint en 1814 par son frère Seth, qui s'installe plus loin au sud-ouest, aux abords de la rivière aux Saumons, à l'endroit actuel de Huntingville.
Un premier barrage en caissons de bois remplis de pierres des champs est construit en 1815. On prévoit également un étang auxiliaire afin d'alimenter avec un débit continu les installations construites par après : un moulin à farine, sur la rive gauche, et un moulin à scie, sur la rive droite. La scierie alimente en matériaux les colons qui s'installent dans les environs. Les moulins sont rejoints par d'autres commerces et services : une forge s'installe sur la rive gauche et un magasin général est ouvert à côté du moulin à farine.
Les enfants de William Hunting reprennent l'entreprise à sa mort en 1832.
Dans les décennies 1830 à 1850, les travaux des fermiers des environs contribuent à établir le tracé primitif de la route 147. La localité s'inscrit alors sur le parcours du chemin reliant Compton à Lennoxville.

### Émergence d'un village

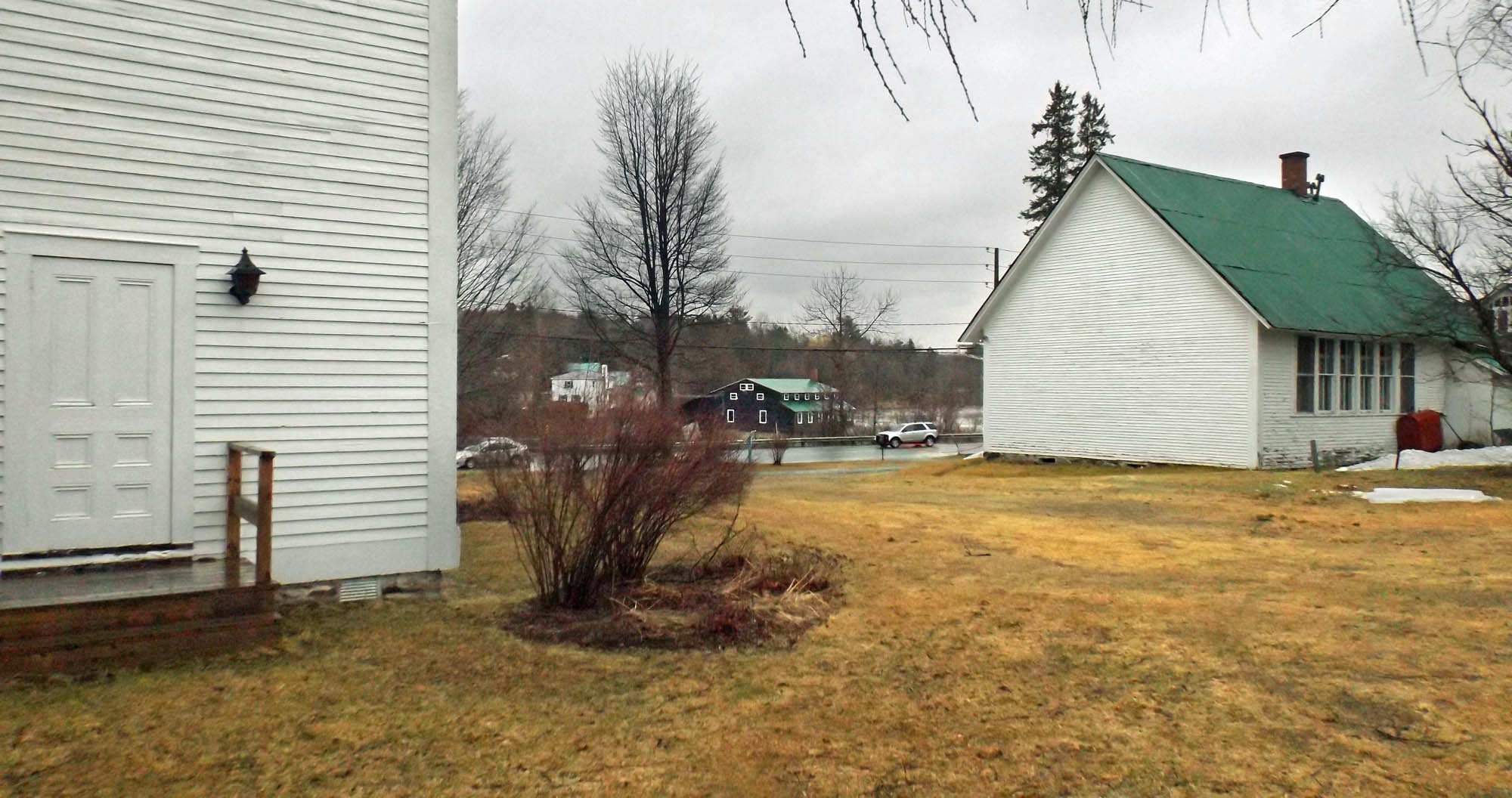
L'école est construite face au moulin Hunting, du côté sud de la rivière.

Au milieu du xixe siècle, l'essor des activités industrielles attire de nouveaux résidents. Des services et des institutions s'implantent progressivement à Huntingville.
Une école est construite vers 1840. De 1842 à 1845, le bâtiment abrite les cérémonies religieuses de la communauté universaliste des environs. L'école demeure en opération jusqu'en 1947.
Une église destinée à la confession universaliste, probablement la première au Canada,, est construite en 1844 sur le même site que l'école. Elle est consacrée au culte le 1er janvier 1845. D'importants travaux de restauration de la structure, des fondations et du revêtement extérieur ont cours dans les années 2000. 
En 1853, un bureau de poste est aménagé,. À cette époque, la famille Hunting construit un pont pour faciliter l'exploitation de ses installations réparties sur les deux rives. Un second magasin général, le magasin Gamsby, est ouvert du côté sud en 1863. Les activités industrielles contribuent à l'essor économique, si bien qu'à la fin du xixe siècle et au début du xxe siècle, les activités artisanales s'établissent à proximité du moulin Hunting: une tannerie, un moulin à laine, une fromagerie, une forge et une manufacture de chariots ou d’attelages. Un nouveau moulin à scie est construit en 1897, du côté sud de la rivière.

### Déclin des activités industrielles et péri-urbanisation
William H. Hunting, le petit-fils de William Hunting, entreprend de remplacer le barrage de pierre par un barrage de bois en 1904. Huntingville est relié au réseau électrique de la Southern Canada Power en 1918. Une pompe à essence et une salle de dans sont ajoutées au magasin Gamsby dans les années 1920.
Le moulin à farine d'Huntingville est particulièrement sollicité lors de la Première Guerre mondiale, alors que le gouvernement requiert des fermiers une production accrue de grains. Pendant ce temps, la population d'Huntingville décline; le bureau de poste est fermé en 1915. Après la guerre, la syndicalisation et la création de la Commission canadienne du blé menacent la structure industrielle locale. Kenneth Hunting modernise les installations en 1929, mais les activités de meunerie sont mis en suspens durant la Grande dépression.
En 1939, les activités de sciage retournent sur la rive droite, à la faveur d'un nouveau moulin à planer. À peine inaugurées, les installations sont atteintes par les crues de juin 1942 et juin 1943, qui endommagent lourdement le moulin à farine, la cour à bois et le point couvert. Kenneth Hunting érige en 1946 un barrage en béton pour remplacer le barrage de bois. La même année, il met fin définitivement aux activités de boulangerie. En 1950, les moulins à farine et à scie sont détruits lors d'un incendie. En 1961, le moulin à planer est fermé définitivement et les activités sont déménagées en retrait de la rivière, dans une usine fonctionnant à l'électricité.
De 1955 à 1975, des dizaines de nouvelles résidences sont construites du côté nord de la rivière aux Saumons, d'abord le long du chemin Mitchell, puis le long de nouvelles rues. D'établissement industriel, le village se métamorphose peu à peu en localité périphérique de Sherbrooke.
En 1970, une seconde église, destinée au culte baptiste évangélique, est construite sur la rive droite.

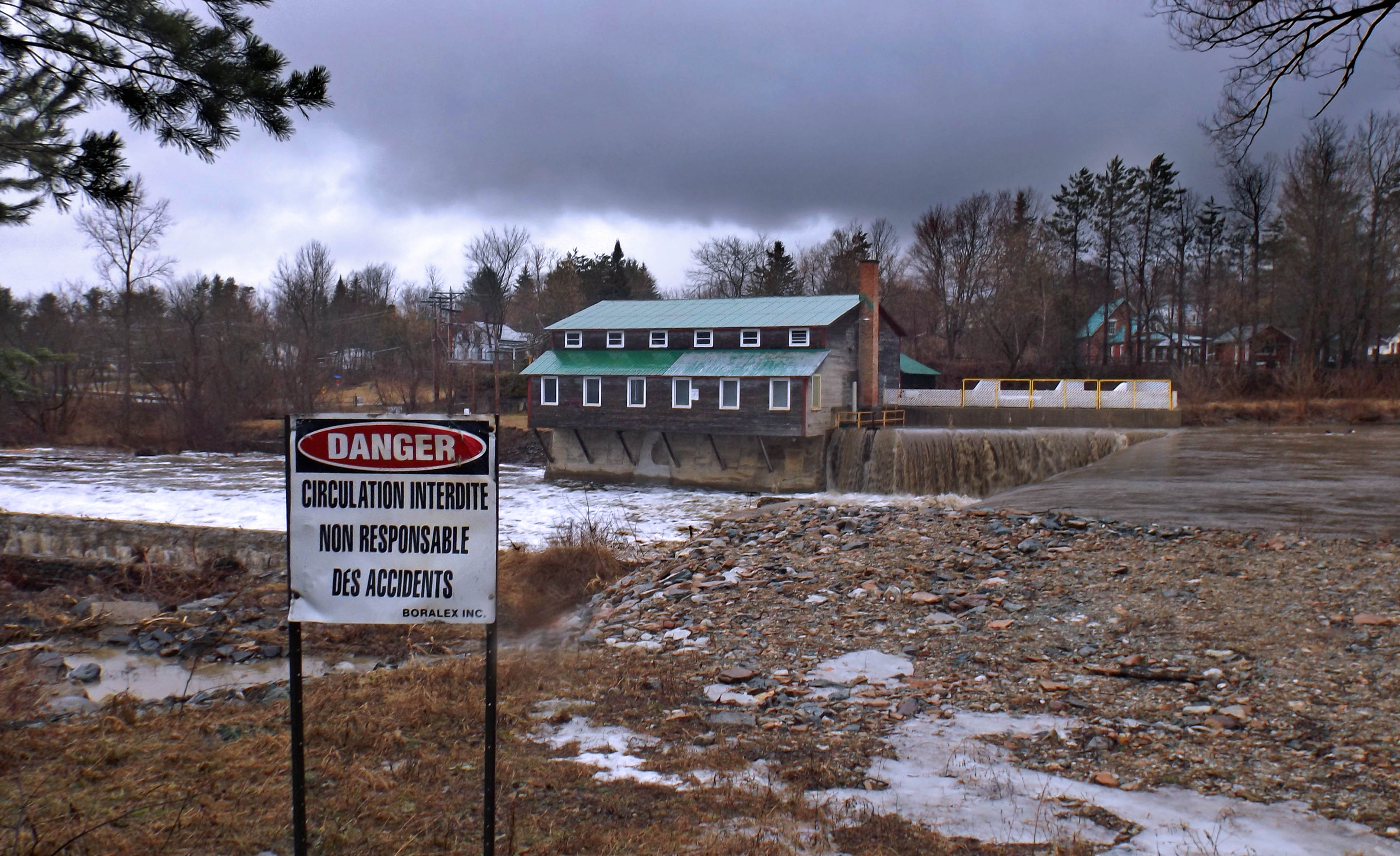
Boralex est propriétaire du moulin et du barrage.

En 1995, Boralex rachète l'ancien moulin à planer et le barrage afin d'y installer une petite centrale électrique, qui demeure en opération jusqu'en 2012.
La même année, le conseil municipal de Lennoxville demande au gouvernement d'annexer la partie nord de Huntingville tandis que Waterville réclame la partie au sud de la rivière. La Municipalité d'Ascot s'objecte au partage de son territoire, elle qui siège à Huntingville. Une entente intervient le 10 décembre 1996 et le partage du territoire d'Huntingville est finalement prononcé le 4 janvier 1997,. Lennoxville est par la suite annexée à Sherbrooke en janvier 2002.
Le secteur au nord de la rivière est relié au réseau d'aqueduc de Sherbrooke en 2016.

## Services

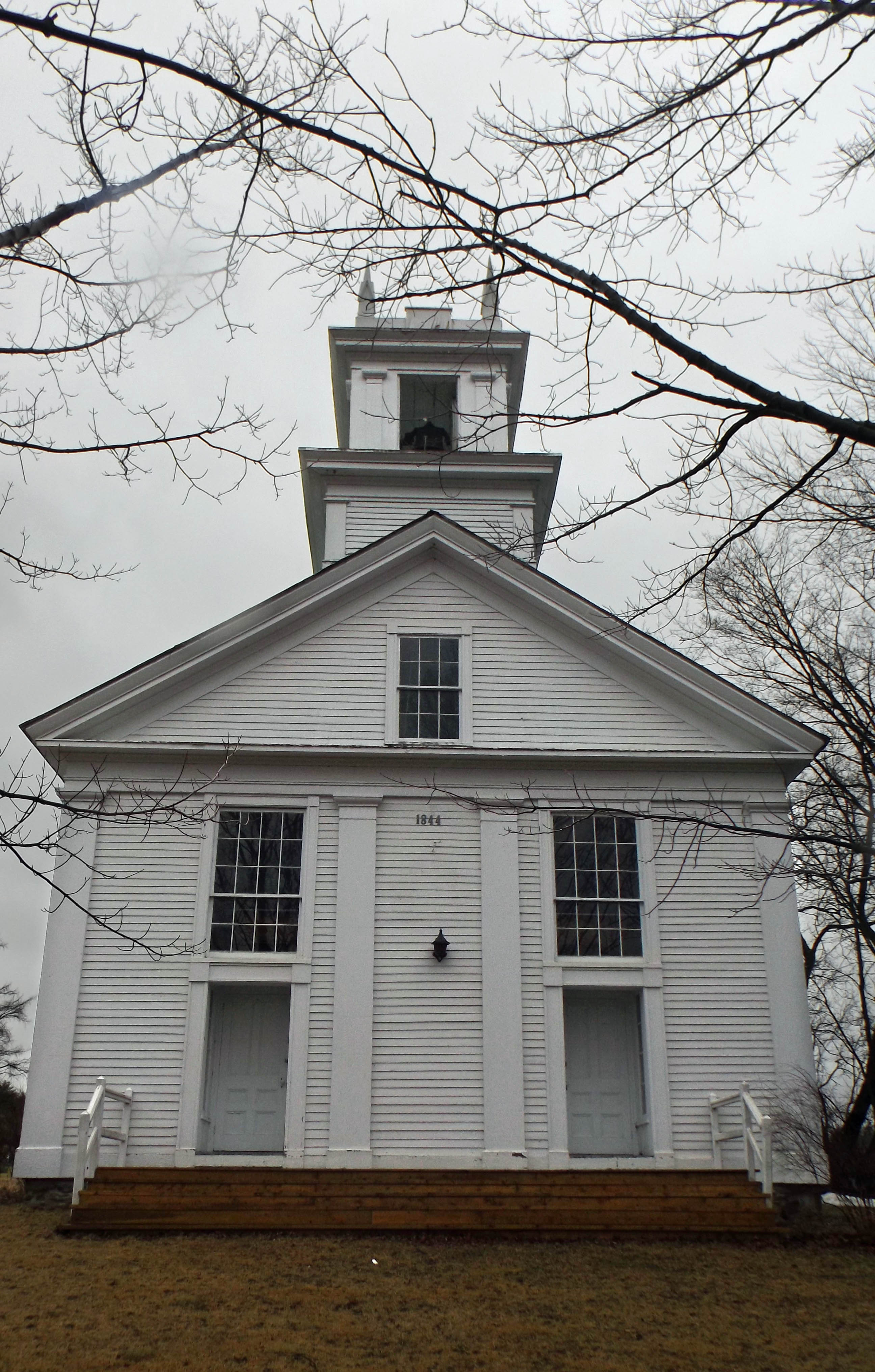
L'église universaliste de Huntingville.

L'agglomération compte un parc sur la rue Wilson, du côté de Waterville. Il est rénové en 2024.
La résidence pour personnes âgées Grace Village héberge des aînés depuis 1957. Un projet d'agrandissement de 10 M$, entièrement financé par des dons de la communauté anglophone, permet de porter le nombre d'unités de logement à 120 en 2017.
De 2012 à 2024, le hameau compte une école privée à vocation religieuse. D'une capacité d'une soixantaine de places, l'institution non agréée par le ministère de l'Éducation accueille des élèves dans l'ancienne église baptiste,.
En novembre 2024, l'église universaliste, toujours en fonction, accueille les fidèles de confession évangélique.